# Kleinia schwartzii
Kleinia schwartzii là một loài thực vật có hoa trong họ Cúc. Loài này được L.E.Newton mô tả khoa học đầu tiên năm 1993.